# Серафим Урекян
Серафим Урекян (рум. Serafim Urechean, 2 лютого 1950, Ларга, Бричанський район, Молдавська РСР, СРСР) — молдовський політик, генеральний примар Кишинева (1994-2005).
З 21 квітня 2011 року займає пост голови Рахункової палати Молдови.

## Життєпис
Народився 2 лютого 1950 року в селі Ларга Бричанського району.
Закінчив Кишинівський політехнічний інститут за фахом інженер-будівельник і Вищу партійну школу в Ленінграді. До вступу до вишу працював продавцем, навчався в Аненій-Нойському електротехнічному училищі.
У 1976-1978 рр. працював в Бричанському районі виконробом, начальником будівництва, в районному комітеті Компартії Молодови, де курував будівництво.
У 1983-1985 рр. — 2-й секретар Новоаненського районного комітету КПМ, потім голова районного виконавчого комітету.
У 1987-1994 рр. на профспілковій роботі: секретар, 1-й заступник голови, голова Федерації незалежних профспілок.
У 1990-1994 рр. — депутат Парламенту Молдови.
У серпні 1994 року указом Президента Молдови призначений примарем Кишинева (місцеві вибори тоді були визнані такими).
У 1997 році організував перші в Молодові аукціони з продажу земельних ділянок, проведення в Кишиневі міжнародного конгресу ФІДЕ.
У 1998 році не брав участі в передвиборчій кампанії, входив до складу Вищої економічної ради при Президентові Молдови, активно займався формуванням ЗМІ.
У лютому 1999 року висунутий кандидатом на посаду прем'єр-міністра (не підтриманий парламентськими фракціями). У травні 1999 року переміг на місцевих виборах на пост примара Кишинева.
У жовтні 2001 року обраний лідером нового формування «Альянс незалежних Республіки Молдова».
У червні 2003 року знову обраний генеральним примарем Кишинева, балотувався як незалежний кандидат, але за підтримки Альянсу «Наша Молдова» (в липні 2003 р. обраний співголовою нової партії Альянс «Наша Молдова»), з 2004 року лідер блоку «Демократична Молдова».
У червні 2005 року обраний головою Альянсу «Наша Молдова». Президент Федерації шахів.
У 1994-2002 рр. член Уряду Молдови.
У березні 2005 року обраний в парламент за списками блоку «Демократична Молдова», член постійного бюро парламенту.
На виборах у квітні та липні 2009 р. переобраний депутатом від Альянсу «Наша Молдова». Після виборів у липні 2009 року, разом з Владом Філатом, Міхаєм Ґімпу та Маріаном Лупу підписав угоду про створення Альянсу «за європейську інтеграцію».
28 серпня 2009 року обраний на посаду першого віце-голови парламенту Молдови.
29 вересня 2010 року покинув посаду у зв'язку з розпуском парламенту XVIII скликання.
На парламентських виборах 2010 року брав участь по списку АМН, який отримав підтримку лише 2,05 % виборців і не подолав виборчий бар'єр.
9 квітня 2011 року підписано угоду про об'єднання Альянсу «Наша Молдова» та Ліберально-демократичної партії Молдови. Став членом ЛДПМ і 21 квітня 2011 року обраний на посаду Голови Рахункової палати Молдови.

## Нагороди
Кавалер «Ордена Республіки» (2000 р.). Доктор економічних наук.